# 幸运者弗拉维乌斯第四军团
幸运者弗拉维乌斯第四军团（英語：Legio IV Flavia Felix）古罗马军队建制名称。由罗马帝国君主韦斯伯芗于公元70年建立并存在至5世纪。该军团曾先后参加达契亚战争、马科曼尼战争等一系列相关军事活动，具有重要地影响与积极意义。